# Herleving Red Star Haasdonk
Herleving Red Star Haasdonk is een Belgische voetbalclub uit Haasdonk. De club is aangesloten bij de KBVB met stamnummer 9524 en heeft rood en wit als clubkleuren.

## Geschiedenis
Voor de Tweede Wereldoorlog was in Haasdonk een voetbalclub ontstaan, die zich tijdens de oorlog als Red Star Haasdonk bij de Belgische Voetbalbond aansloot onder stamnummer 4068. De club bleef tot het eind van de eeuw in de provinciale reeksen spelen, en kon er meermaals aantreden op het hoogste provinciale niveau. Red Star bereikte in 2000 voor het eerste de nationale reeksen en stootte daar dankzij een titel na een seizoen meteen verder naar Derde Klasse. Het eigen stadion werd echter te klein en de club verhuisde naar de stad Sint-Niklaas, waar na het verdwijnen van Sint-Niklase SK het Puyenbekestadion beschikbaar was. De clubnaam werd veranderd in KV Red Star Waasland. Enkel jeugd- en beloftenploegen gebruikten nog enkele jaren de infrastructuur in Haasdonk.
Na het vertrek van de club bleef er in het voetbal een leegte achter in Haasdonk en na enkele jaren besloot men weer een club op te richten. De nieuwe club werd Herleving Red Star Haasdonk genoemd en men sloot zich aan bij de KBVB met stamnummer 9524. In 2009 ging men in de competitie van start op het allerlaagste niveau, Vierde Provinciale. Daar eindigde men meteen bovenaan en zo promoveerde de nieuwe club in 2010 al naar Derde Provinciale. Na enkele jaren aan de top in Derde Provinciale was het in 2015 prijs voor Haasdonk en promoveerde de club via eindronde naar Tweede Provinciale. In het seizoen 2015/16 handhaafde Haasdonk zich via een eindronde. In het seizoen 2016/17 was de club in februari al zeker van behoud.
In 2019 promoveerde de club via de eindronde naar Eerste provinciale. Toen de competitie in het seizoen 2019/20 vroegtijd werd stopgezet vanwege de coronapandemie stond de club voorlaatste, waardoor Haasdonk weer naar Tweede provinciale tuimelde. Na een blanco seizoen 2020/21 promoveerde de club in 2022 opnieuw naar Eerste provinciale.

## Resultaten
| Seizoen | Klasse | Klasse | Klasse | Klasse | Klasse | Klasse | Klasse | Klasse | Klasse | Reeks                 | Punten                                                   | Opmerkingen                                                |
|         | I      | I      | II     | III    | IV     | P.I    | P.II   | P.III  | P.IV   |                       |                                                          |                                                            |
| ------- | ------ | ------ | ------ | ------ | ------ | ------ | ------ | ------ | ------ | --------------------- | -------------------------------------------------------- | ---------------------------------------------------------- |
| 2009/10 |        |        |        |        |        |        |        |        | 1      | Vierde prov. E O.-Vl. | 74                                                       |                                                            |
| 2010/11 |        |        |        |        |        |        |        | 6      |        | Derde prov. E O.-Vl.  | 46                                                       |                                                            |
| 2011/12 |        |        |        |        |        |        |        | 3      |        | Derde prov. E O.-Vl.  | 57                                                       |                                                            |
| 2012/13 |        |        |        |        |        |        |        | 2      |        | Derde prov. E O. Vl.  | 60                                                       |                                                            |
| 2013/14 |        |        |        |        |        |        |        | 4      |        | Derde prov. E O.-Vl.  | 57                                                       |                                                            |
| 2014/15 |        |        |        |        |        |        |        | 2      |        | Derde prov. E O.-Vl.  | 65                                                       | promotie via eindronde                                     |
| 2015/16 |        |        |        |        |        |        | 13     |        |        | Tweede prov. C O.-Vl. | 32                                                       |                                                            |
|         | 1A     | 1B     | 1Am    | 2Am    | 3Am    | P.I    | P.II   | P.III  | P.IV   |                       | Vanaf 2016-17 zijn er 3 nationale en 2 regionale niveaus | Vanaf 2016-17 zijn er 3 nationale en 2 regionale niveaus   |
| 2016/17 |        |        |        |        |        |        | 10     |        |        | Tweede prov. C O.-Vl. | 37                                                       |                                                            |
| 2017/18 |        |        |        |        |        |        | 10     |        |        | Tweede prov. C O.-Vl. | 41                                                       |                                                            |
| 2018/19 |        |        |        |        |        |        | 3      |        |        | Tweede prov. C O.-Vl. | 55                                                       | promotie via eindronde                                     |
| 2019/20 |        |        |        |        |        | 15     |        |        |        | Eerste prov. O.-Vl.   | 19                                                       | competitie vroegtijdig stopgezet vanwege de coronapandemie |
| 2020/21 |        |        |        |        |        |        | -      |        |        | Tweede prov. O.-Vl.   | -                                                        | competitie vroegtijdig stopgezet vanwege de coronapandemie |
| 2021/22 |        |        |        |        |        |        | 2      |        |        | Tweede prov. O.-Vl.   | 61                                                       | promotie via eindronde                                     |
| 2022/23 |        |        |        |        |        | 10     |        |        |        | Eerste prov. O.-Vl.   | 40                                                       |                                                            |
| 2023/24 |        |        |        |        |        | 3      |        |        |        | Eerste prov. O.-Vl.   | 49                                                       |                                                            |
| 2024/25 |        |        |        |        |        | 2      |        |        |        | Eerste prov. O-Vl.    | 56                                                       |                                                            |
| 2025/26 |        |        |        |        |        |        |        |        |        | Derde afdeling VV B   |                                                          |                                                            |